# Dynasties du Nord
Les dynasties du Nord sont celles qui, lors de la période des Dynasties du Nord et du Sud située entre l'effondrement des Jin en 420 et la réunification par les Sui en 589, gouvernèrent le nord de la Chine ; ce sont :
- les Wei du Nord (386–534) ;
- les Wei de l'Est (534–550) ;
- les Wei de l'Ouest (534–557) ;
- les Qi du Nord (551–577) ;
- les Zhou du Nord (557–581).

## Liste de souverains
| Empereurs de la dynastie Wei du Nord ou Bei Wei (Chine du Nord) (386–534) | Empereurs de la dynastie Wei du Nord ou Bei Wei (Chine du Nord) (386–534) |
| --- | --- |
| 1. Daowudi (Tuoba Gui) (386–409) 2. Mingyuandi (Tuoba Si) (409–423) 3. Taiwudi (Tuoba Tao) (423–452) 4. Nan'anwang (Tuoba Yu) (452) 5. Wenchengdi (Tuoba Jun) (452–465) 6. Xianwendi (Tuoba Hong) (465–470) 7. Xiaowendi (Yuan Hong) (471–499) 8. Xuanwudi (Yuan Ke) (499–515) 9. Xiaomingdi (Yuan Xu) (515–528) 10. Xiaozhuangdi (Yuan Ziyou) (528–530) 11. Changguangwang (Yuan Ye) (530–531) 12. Jiemindi (Yuan Gong) (531) 13. Andingwang (Yuan Lang) (531–532) 14. Xiaowudi (Yuan Xiu) (532–534) À la mort de Xiaowudi en 534, la Chine du Nord est divisée en 2 états (Chine du Nord-Ouest et Chine du Nord-Est). | |
| Empereurs de la dynastie Wei de l'Ouest ou Xi Wei (Chine du Nord-Ouest) (535–557) | Empereurs de la dynastie Wei de l'Est ou Dong Wei (Chine du Nord-Est) (534–550) |
| 1. Wendi (Yuan Baoju) (535–552) 2. Feidi (Yuan Qin) (552–554) 3. Gongdi (Yuan Kuo) (554–556) | 1. Xiaojingdi (Yuan Shanjian) (534–550) |
| Empereurs de la dynastie Zhou du Nord ou Bei Zhou (Chine du Nord-Ouest puis Chine du Nord) (557–581) | Empereurs de la dynastie Qi du Nord ou Bei Qi (Chine du Nord-Est) (550–577) |
| 1. Xiaomindi (Yu Wenjue) (557) 2. Mingdi (Yu Wenyu) (557–561) 3. Wudi (Yu Wenyong), empereur de Chine du Nord-Ouest (561–577) puis de Chine du Nord (577–578) 4. Xuandi (Yu Wenyun) (578–579) 5. Jingdi (Yu Wenchan) (579–581) Le puissant maire du palais des Zhou soumet les Qi en 577. Puis dépose l'Empereur Zhou et instaure sa dynastie (Sui) | 1. Wenxuandi (Gao Yang) (551–560) 2. Feidi (Gao Yin) (560) 3. Xiaozhaodi (Gao Yan) (560–561) 4. Wuchengdi (Gao Zhan) (561–565) 5. Houzhu (Gao Wei) (565–577) 6. Youzhu (Gao Heng) (577) À la mort de Youzhu en 577, la Chine du Nord est réunifiée par le général des Zhou (Bei Zhou). |
| Début de l'Empire de la dynastie Sui (581–589) | |
| 1. Sui Wendi (581–604) Réunit le nord en 581, au bénéfice des Zhou, puis s'intronise empereur Sui. Il prépare ensuite la conquête du Sud. | |